# Ulf Sebbason
Ulf Sebbason (Úlfr Sebbason) var en av den norske kungen Harald Hårfagers hirdskalder. Det enda man i dag vet om honom är att han var frände till hovskalden Audun illskälda, och att han diktade en drapa om kung Harald. I Skálda saga Haralds hárfagra (Sagan om Harald hårfagres skalder) berättas att hans frände Audun senare stal, eller plagierade, omkvädet till denna drapa i en egen dikt om kungen. Möjligen var plagiatet inte alltför uppenbart eftersom kungen själv inte upptäckte det, utan måste få saken påtalad för sig. Men då blev kungen rasande, och Audun förlorade för en tid hans gunst. Plagiatdikten fick nidnamnet Stolinstefja ("Omkvädesstölden") och Audun själv blev kallad illskælda ("den usle skalden"). Enligt Skálda saga skulle de närmare omständigheterna kring denna litterära stöld vara omtalade i Ulf Sebbasons egen saga, Saga Úlfs Sebbasonar ok Kvigs jarls ("Ulf Sebbasons och Kvig jarls saga"), men denna saga har nu gått förlorad, och vem Kvig jarl var är det inte längre någon som vet.
Ulf Sebbason finns medtagen på Skáldatals lista över Harald hårfagres hirdskalder, men av hans diktning har ingenting bevarats.